# Combate naval de Chipana
El combate naval de Chipana fue el primer enfrentamiento naval de la guerra del Pacífico, acaecido el 12 de abril de 1879, una semana después que Chile le declara la guerra al Perú, el 5 de abril del mismo año. En él combatieron la cañonera chilena Magallanes contra los buques peruanos Unión y Pilcomayo, en aguas de Huanillos, a unas 5 millas al norte de la desembocadura del río Loa.

## Antecedentes
El 7 de abril de 1879, dos de las naves que participaban del bloqueo de Iquique, el Cochrane y la Magallanes, pusieron rumbo a Antofagasta adonde arribaron el 9. Se habían dado noticias de la salida de dos naves peruanas y, temiendo que se enfilaran rumbo a Antofagasta y bombardearan el puerto, el contraalmirante chileno Juan Williams Rebolledo envió en protección de la ciudad a ambos buques. La Magallanes zarpó el 11 a las 21:30 para Iquique. Había sido despachada de Antofagasta por el coronel Emilio Sotomayor Baeza, Jefe de Operaciones del Norte, que había recibido un telegrama del Presidente Aníbal Pinto para Rafael Sotomayor Baeza, que estaba embarcado en el blindado Blanco Encalada en Iquique, enviándosela en un sobre cerrado en la Magallanes. Tenía instrucciones de que al regresar, reconociese si había entre Huanillos y Pabellón de Pica, buques guaneros a la carga.
El presidente de Perú, Mariano Ignacio Prado, envió a las naves Unión y Pilcomayo, las únicas preparadas en ese momento para salir al mar, a ubicarse en la ruta Antofagasta-Iquique para interceder la línea de abastecimiento de la escuadra chilena en Iquique. Esta división naval salió del Callao el 8 de abril a las 3:00.
Mandaba la división peruana el capitán de navío Aurelio García y García con su insignia en la Unión. El comandante de la Pilcomayo era el capitán de corbeta Antonio C. de la Guerra y el de la Unión, el capitán de navío Nicolás Portal. La Magallanes estaba al mando del capitán de fragata Juan José Latorre.

## Fuerzas enfrentadas
|  |  |  |

### CañoneraPilcomayo
La cañonera Pilcomayo era un buque construido en 1874 y estaba armada con dos cañones Armstrong de avancarga de a 70 libras, uno en cada banda de la nave y cuatro cañones de 40 libras, dos por banda, también rayados, de avancarga; el día del combate, su velocidad era de 10 kn. Estaba al mando del capitán de fragata Antonio de la Guerra.

### CorbetaUnión
La Unión era una corbeta construida en 1865, con casco de madera protegida con hierro y cobre. Desplazaba 2.066,66 t y contaba con 12 cañones rayados Voruz de avancarga de a 68 lb como armamento principal, en la batería, 6 por banda. Además contaba con un cañón  Withworth de avancarga de 9 lb. Su sistema de propulsión era también mixto, con una hélice, siendo capaz de alcanzar una velocidad máxima el día del combate de 11 kn. Estaba al mando del capitán de navío Nicolás Portal y era el buque insignia del capitán de navío Aurelio García y García, comandante general de la División naval peruana.

### CañoneraMagallanes
La cañonera chilena Magallanes estaba armada con un cañón avancarga de 7 pulgadas de calibre y peso de proyectil de a 115 libras, un cañón de avancarga de a 64 libras y dos cañones retrocarga de 20 libras de peso de proyectil. Todos eran sistema Armstrong. Su sistema de propulsión era mixto, a vapor con doble hélice y vela siendo capaz de alcanzar una velocidad máxima de 11 kn el día del combate. Estaba al mando del capitán de fragata Juan José Latorre.

## Combate

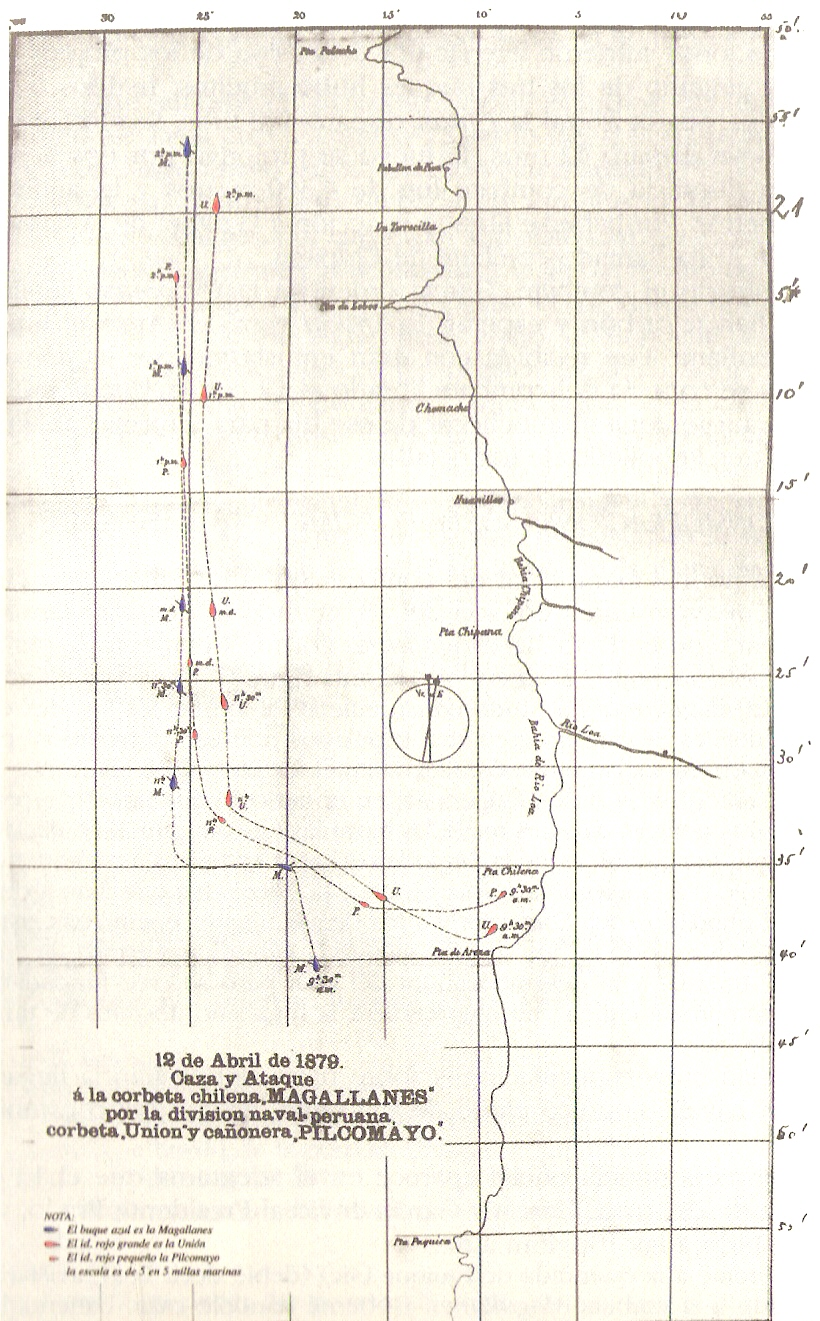
Croquis del combate que fue publicado en el folleto “Luz y Sombras” del diario El Comercio de Lima, el 26 de julio de 1879.

El 12 de abril, la división naval peruana llegó a Huanillos en la madrugada, saliendo a las 7:30. El comandante de la División Naval peruana destacó a la Pilcomayo para que reconociera la costa entre Punta Huanillo y Punta de Arena. Lo único que encontró fue una embarcación con refugiados peruanos que navegaban hacia el norte. La Unión, con sus vigías alertas, aguardaba mar afuera a la Pilcomayo. El comandante de la Pilcomayo tomó conocimiento por el relato del patrón del bote peruano de que en Iquique había por lo menos dos blindados y tres naves ligeras con pabellón chileno.
A las 10:30 del 12 de abril, la Magallanes divisó los humos de la división peruana pegados a la costa, al sur del río Loa mientras la cañonera estaba mar adentro. Inmediatamente, maniobró al oeste y luego al norte nuevamente.  García y García, al avistar los humos de la nave enemiga, ordenó su caza.
A las 11:15, la Unión hizo un tiro de pólvora con lo que se dio inicio al combate. La Unión tenía sus cañones en los costados, en las batería, no los tenía en caza, así que no realizó disparos, pero la Pilcomayo rompió los fuegos a las 11:30 a una distancia de 3.600 m, con una granada que cayó cerca de la popa chilena y causó averías en el casco, al mismo tiempo que se inició fuego de fusilería. El Capitán de la Magallanes decidió no responder el fuego de la cañonera peruana, para concentrar su escaso armamento sobre la corbeta. Mientras, la Unión, que se puso a tiro de cañón, no pudo efectuar sus disparos porque fallaron los estopines (estas fallas también se habían presentado en 1865). Después de 4 a 6 disparos de la Unión, la Magallanes abrió fuego a las 12.00 sobre la Unión, a una distancia de 2300 m, pero el disparo pasó por encima de la corbeta peruana. La Magallanes hizo fuego con su cañón de a 115, para lo cual se giró sobre su cureña, pero como la boca de fuego daba justo sobre su lancha a vapor, la que ya había sido dañada por el fuego peruano, Latorre ordenó arrojarla al agua. La Magallanes no respondió el fuego de la cañonera Pilcomayo, porque estaba por la popa fuera del sector de tiro de su artillería. En esos momentos, la Magallanes tenía un andar de 11 nudos, igual que la Unión, mientras la Pilcomayo de 10 nudos.
A las 12:55, al tiempo que la Magallanes disparaba con su cañón de 115 libras, una bocanada de humo blanco salió de la Unión, que se pensó desde el buque chileno que era producto de impacto, pero era un escape de vapor de las calderas por exceso de presión. Desde las 13:00, la Pilcomayo se quedó fuera de alcance de tiro y se fue rezagando hasta quedar a 5 millas de distancia. El combate continuó hasta las 13:40, cuando la distancia entre la Unión y la Magallanes era de 3500 m, la persecución continuó hasta estar a 5 horas de Iquique. A las 14:00, la Unión cambió rumbo a babor para reunirse con la Pilcomayo y disparó sus últimos tiros con la batería de estribor.
Finalizado el enfrentamiento el Comandante Latorre recaló en Iquique, entregando los documentos correspondientes, cumpliendo con ello el objeto de la comisión.
La Unión realizó 148 tiros, mientras la Magallanes 42. ninguno de los bandos tuvo bajas, como daños materiales a considerarse, la Magallanes resultó con el cañón de 115 dañado, además de su lancha auxiliar a vapor, y daños menores en el casco de popa.

## Resultados
Tanto chilenos como peruanos se adjudican la victoria de este combate. Chile afirma que la Magallanes salió victoriosa de un enfrentamiento ante fuerzas superiores y no pudo ser cazada. Además de recalar en Iquique, entregando los documentos comisionados. El Perú afirma que la Magallanes se limitó solo a huir aprovechando su velocidad, pero que tuvo que lanzar al mar una lancha a vapor y dos falúas; que era imposible darle caza debido a la proximidad de la escuadra chilena en Iquique y al mal estado de las máquinas de los buques peruanos.
La Unión entró a Arica el 14 de abril, donde fue bien recibido por la población porque ya se sabía del combate. La Pilcomayo fue a Ilo por carbón. Ambos buques se reunieron en altamar el 14 y fondearon en el Callao el 17 de abril, permaneciendo ahí por mantenimiento en máquinas y calderas, la Pilcomayo hasta fines de junio y la Unión hasta mediados de julio.